# Condado de Lawrence (Ohio)

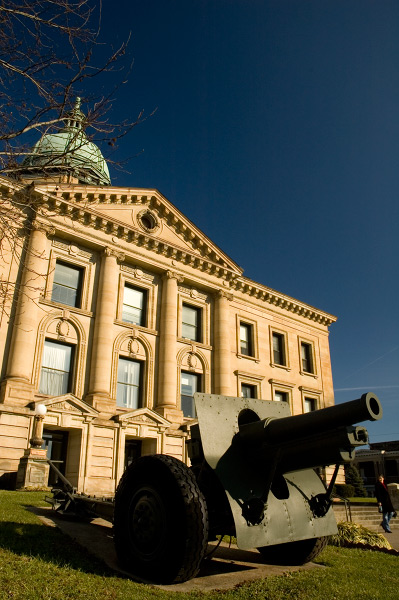
Palacio de justicia del Condado de Lawrence (Ohio)

El condado de Lawrence es uno de los 88 condados del estado estadounidense de Ohio. La sede del condado y su ciudad más populosa es Ironton. El condado tiene una superficie de 1.184 km² (de los cuales 6 km² están cubiertos por agua), su población es de 62.319 habitantes, y la densidad de población es de 53 hab/km² (según censo nacional de 2000). Este condado fue fundado en 1815.